# Crosskeya assimilis
Crosskeya assimilis là một loài ruồi trong họ Tachinidae.